# Jonathan Glazer
Jonathan Glazer, född 26 mars 1965, är en engelsk filmregissör. Han har även gjort musikvideor åt bland andra Massive Attack, Blur och Radiohead. Jonathan Glazer långfilmsdebuterade år 2000 med Sexy Beast med bland andra Ray Winstone och Ben Kingsley. Den senare nominerades till en Oscar för bästa manliga biroll.

## Filmografi (urval)
- 2000 Sexy Beast
- 2004 Birth
- 2013  Under the Skin